# حمله با چاقو ۲۰۲۰ پاریس
در تاریخ ۲۵ سپتامبر سال ۲۰۲۰، دو نفر در اثر ضربات چاقو در خارج از مقر سابق مجله شارلی ابدو در پاریس زخمی شدند.
وزیر کشور فرانسه ، جرالد دارمنین، این کار را «به روشنی یک عمل تروریسم اسلامگرا» دانست.
مردی از پاکستان، مظنون به انجام این حملات، در حوالی محل حادثه دستگیر شد. شش مظنون دیگر متعاقباً در پاریس در ارتباط با این حمله دستگیر شدند.

## زمینه
به گفته یکی از محققان شورای آتلانتیک، مهاجرت مردان جوان از کشورهایی مانند پاکستان و… به اروپا که به‌طور فزاینده ای اسلامی و ضد غربی شده‌اند، منجر به برخورد فرهنگی می‌شود. همچنین، در کشورهای غربی، محله یهودی نشین در اطراف مسلمان مهاجر تشکیل می‌شود که در نهایت به درگیری آنان منتهی می‌شود. آنها یا هدف تمرکز به دین خود به مکانیزم دفاعی روی می‌آورند.

## مظنون
متهم اصلی یک جوان ۲۵ ساله شناخته شد، که به «تلاش برای قتل در همکاری با یک شرکت تروریستی» متهم شده‌است. مظنون اذعان داشت که به دلایل مذهبی حمله را انجام داده‌است. سن وی در فرانسه مشخص نبود، زیرا او ادعا کرد که ۱۸ سال دارد تا از مزایای رفاه اجتماعی بهره‌مند شود.
وی قبل از حمله در یک ویدئو اظهار داشت که به دنبال انتقام از شارلی ابدو بخاطر انتشار کاریکاتورهای پیامبر اسلام محمد بن عبدالله است.
فرد مظنون در اوایل سال ۲۰۱۸ روستای خود را در منطقه پنجاب در پاکستان ترک کرد تا بتواند از طریق قاچاق به اروپا برود، او در میان برادرانش و ۱۸ جوان از روستا برای رسیدن به اروپا کشور را ترک کرده بودند و با قاچاق وارد شدند. به گزارش آسوشیتد پرس، روستاییان مظنون را برای انجام حمله پاریس یک قهرمان می‌دانستند. پدر مظنون از اقدامات پسرش حمایت می‌کرد اما بعداً توسط پلیس پاکستان به سخنان علنی هشدار داده شد.
در فرانسه، مظنون به پانتین، یک منطقه طبقه کارگر، با مهاجران از آفریقای شمالی، جنوب صحرای آفریقا و پاکستان نقل مکان کرد. او یک آپارتمان را با چند پاکستانی دیگر بالای یک بار قلیان مشترک داشت.